# إبينا (كاناغاوا)
إبينا (باليابانية: 海老名市 إبينا-شي) هي مدينة يابانية تقع في محافظة كاناغاوا.
تم تأسيس المدينة في 1 نوفمبر، 1971.

## جغرافيا
تقع مدينة إبينا تقريبا في منتصف محافظة كاناغاوا على الضفة اليسرى لنهر ساغامي.

## مواصلات

### قطارات
- خط ساغامي
- خط أوداكيو
- خط ساغامي الرئيسي

## توأمة
لإبينا (كاناغاوا) اتفاقيات توأمة مع:
- نوبوريبيتسو (18 مايو 2015 - )

## أعلام
- جون ياماموتو
- أكيكو كيجيموتا
- ناوكو كيجيموتا

## وصلات خارجية
- الموقع الرسمي باللغة الإنكليزية
- الموقع الرسمي باللغة اليابانية